# Weberocereus bradei
Weberocereus bradei är en kaktusväxtart som först beskrevs av Nathaniel Lord Britton och Joseph Nelson Rose, och fick sitt nu gällande namn av Gordon Douglas Rowley. Weberocereus bradei ingår i släktet Weberocereus och familjen kaktusväxter. Inga underarter finns listade i Catalogue of Life.